# Big Moose Lake (New York)
Big Moose Lake, der Ursprung des Moose River, ist ein See etwa acht Kilometer nördlich des Fourth Lake der Fulton Chain Lakes in den Adirondacks in Upstate New York. Er liegt teils im Herkimer County und teils im Hamilton County, bedeckt somit Teile der Towns Webb und Long Lake. Südwestlich des Sees liegt der Weiler Big Moose.
Der See ist bekannt wegen seiner Abgelegenheit, seinem Klima und seiner Landschaft sowie als berüchtigter Tatort des Mordes an Grace Brown im Jahr 1906. Angebliche Sichtungen von Geistern und das daraus resultierende Medieninteresse haben zu diesem Ruf beigetragen.

## Geographie
Der im zentralen Westen der Adirondacks gelegene Big Moose Lake bedeckt eine Fläche von 5,03 km2. Er ist etwa 4,8 km lang und rund 1,5 km breit. Die maximale Tiefe des Sees schwankt zwischen 9 und 21 m, und die durchschnittliche Tiefe beläuft sich auf 7 m.
Der Weiler Big Moose liegt südwestlich des Sees; andere Siedlungen in der Nähe sind Eagle Bay, Inlet, Old Forge und Thendara. Es gibt nur wenige Straßen, sodass das Ufer nicht stark besiedelt ist Die Bevölkerungsdichte ist am höchsten während der Sommermonate, wenn Urlauber in ihren Sommerhäusern eintreffen oder sich in den örtlichen Hotels aufhalten.
Der See und die ihn umgebende Region sind im Sommer ein Ziel für Freizeitaktivitäten wie Bootfahren, Wasserski, Wandern und im Winter für Langlauf und Fahrten mit Snowmobilen.
Die 203 km2 große Pigeon Lake Wilderness Area liegt direkt östlich des Sees.

## Fischfang
Der Big Moose Lake bietet Gelegenheit für das Angeln nach Bachsaibling, Seesaibling, Flussbarsch, Forelle und Salvelinus namaycush × Salvelinus fontinalis (Splake). Es gibt eine Bootsrampe im Besitz des Bundesstaates am Südufer der West Bay.

## Geschichte

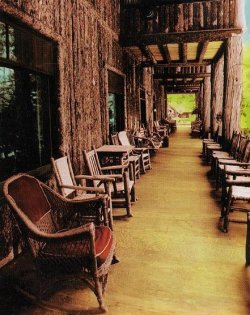
Vertikale Halbrundholzarchitektur in der Covewood Lodge

Die Besiedlung der Umgebung des Sees durch Weiße erfolgte hauptsächlich zum Ende des 19. Jahrhunderts und zu Beginn des 20. Jahrhunderts, die nach dem Bau der ersten Eisenbahnstrecke durch die zuvor weitgehend unbesiedelte Region der Adirondacks eintrafen. Die ersten Trapper und Jäger wurden zu Führern durch die Wildnis, schließlich wurden dauerhafte Camps und Hotels gegründet. Geschäftsleute ließen im Stil der Great Camps der Vanderbilts und Morgans private Sommerhäuser bauen und brachten ihre Familien hierher. Einige dieser Unterkünfte bestehen noch heute, und das Gebiet um den Big Moose Lake ist wegen ihrer einzigartigen Verwendung von Halbrundhölzern beim Bau von Lodges und Hütten von historischer Bedeutung.

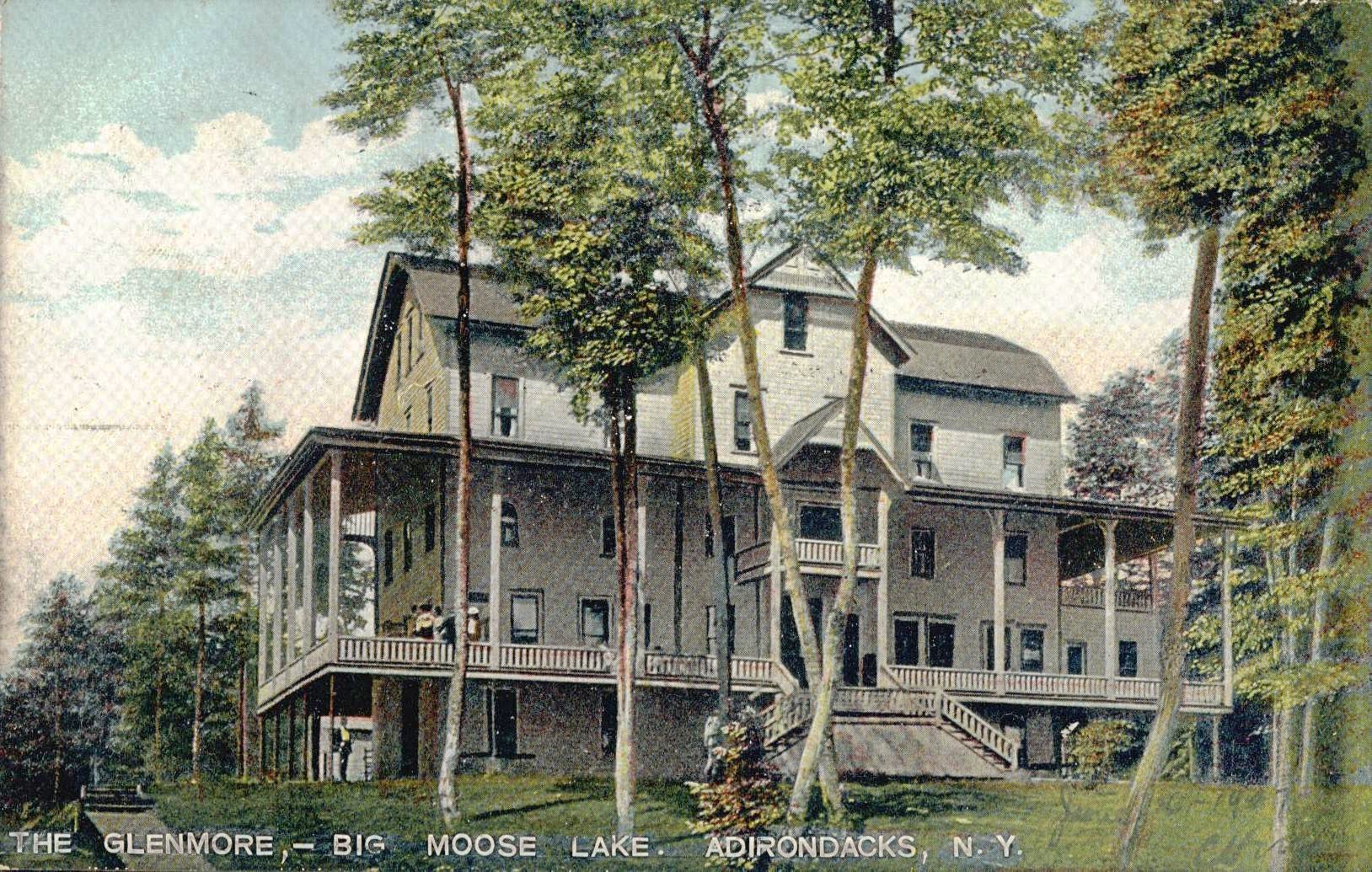
The Glenmore, Postkarte von 1907

Der Big Moose Lake bildet den Hintergrund für den Roman Eine amerikanische Tragödie von Theodore Dreiser. Er basiert auf der wahren Geschichte von Chester Gillette, der wegen des Mordes an Grace Brown in der South Bay des Big Moose Lake zu Beginn des 20. Jahrhunderts bekannt wurde. Dreiser gab dem See in seinem Roman den Namen Big Bittern Lake, doch hatte er den Big Moose Lake besichtigt und als Vorbild für seinen Roman verwendet. Der mit einem Oscar ausgezeichnete Spielfilm Ein Platz an der Sonne mit Elizabeth Taylor, Shelley Winters und Montgomery Clift wurde nach dem Buch gedreht. Der Mord an Grace Brown wurde auch wegen angeblicher Geistersichtungen in der Umgebung des Sees berüchtigt. Im Jahr 1996 wurde innerhalb der Fernsehserie Unsolved Mysteries eine Folge gezeigt, in der die Tragödie nachgestellt wurde. Am 11. Juli 2006 fand in der South Bay aus Anlass der hundertjährigen Wiederkehr der Ermordung Browns eine Kranzniederlegungszeremonie statt.
Eine weitere Adaption der Geschichte stammt von Jennifer Donnelly, die in ihrem Roman Das Licht des Nordens (2003; dt. 2006) den Plot aus der Sicht eines jungen Mädchens erzählt, das im Glenmore – einer Lodge am See – arbeitet. Der See und die umliegenden Orte spielen auch in dem 2013 erschienenen Roman Sasquatch Camp von Robert Tucker eine Rolle.
Die Umgebung des Sees ist bekannt für ihre im Palisaden-Baustil errichteten Gebäude mit vertikalen Halbrundhölzern.

### National Register of Historic Places
Die folgenden Stätten sind im National Register of Historic Places eingetragen:
- Covewood Lodge (seit 2004)
- Big Moose Community Chapel (seit 2012)

## Galerie

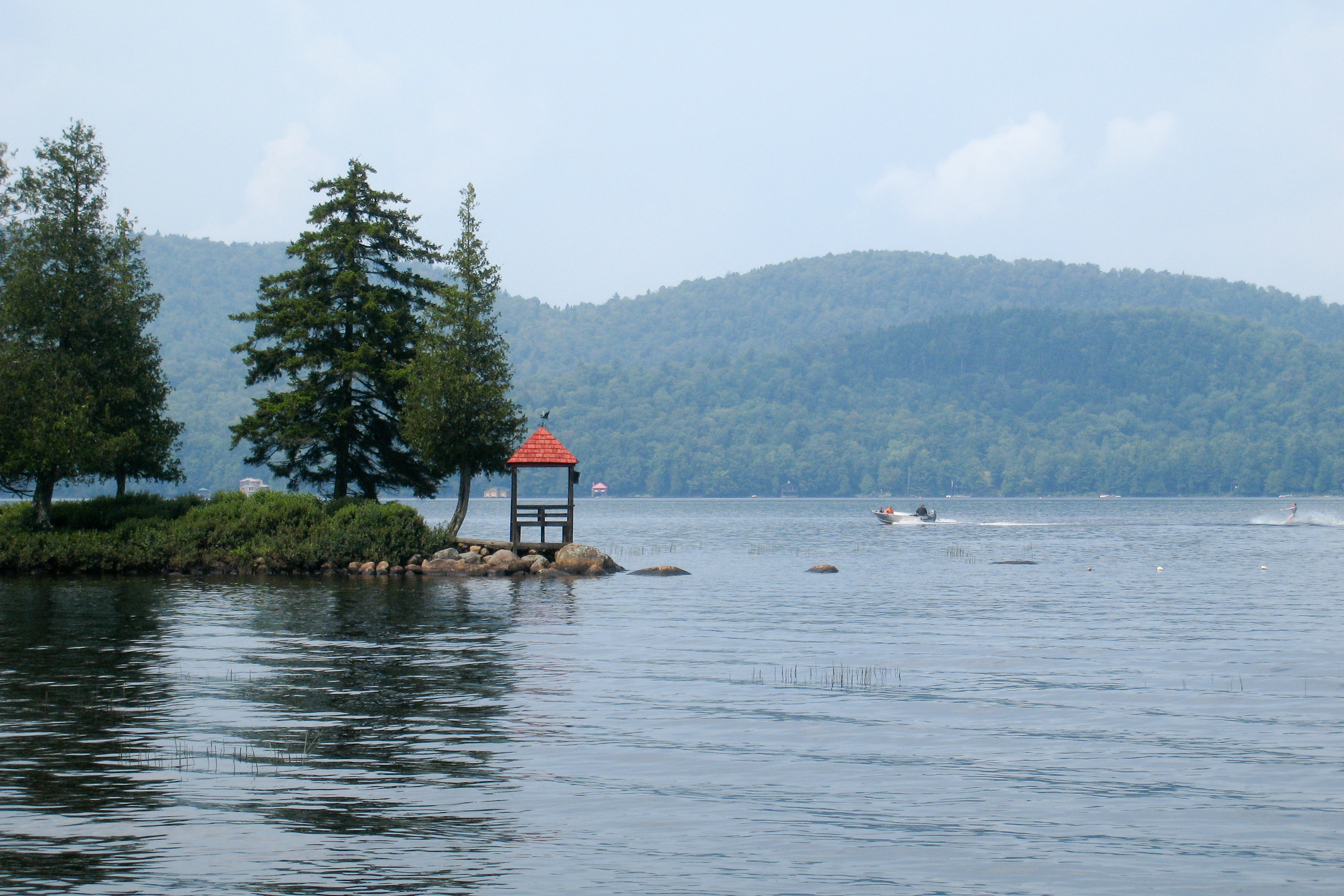
Big Moose Lake von der Covewood Lodge
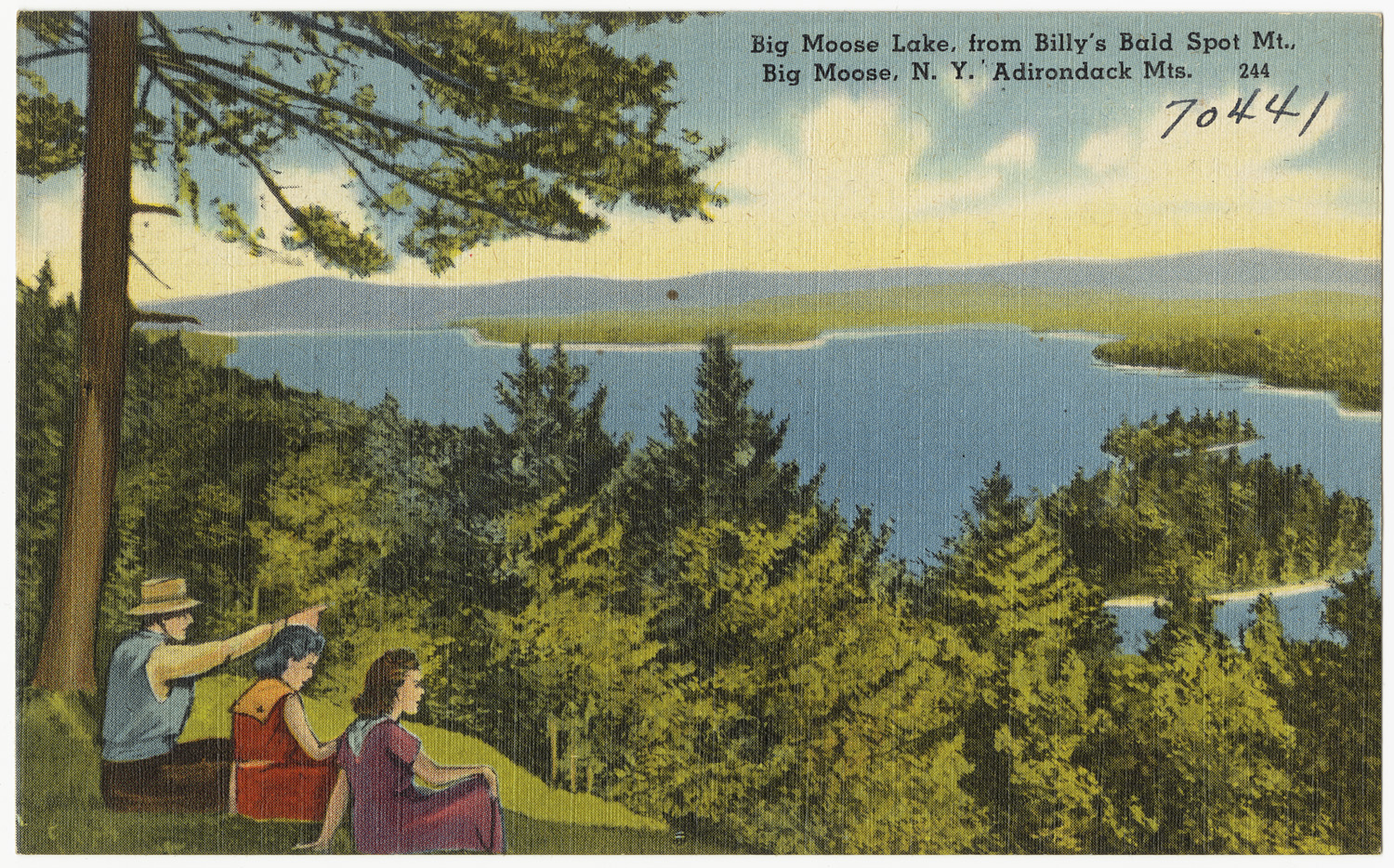
Postkarte aus der Zeit zwischen 1930 und 1945
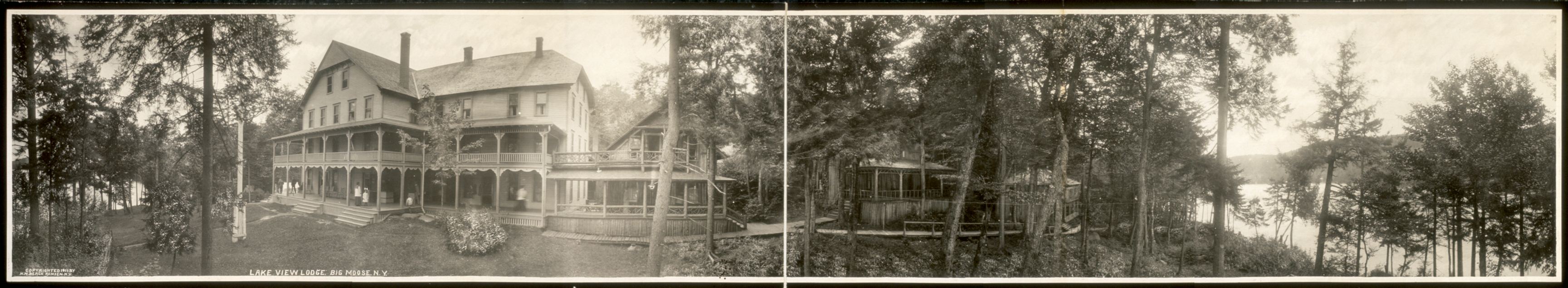
Lake View Lodge, Aufnahme von 1911